# Кисляк Сергій Вікторович
Сергій Вікторович Кисляк (біл. Сяргей Віктаравіч Кісляк, рос. Сергей Викторович Кисляк, нар. 6 серпня 1987, Кам'янець) — білоруський футболіст, півзахисник клубу «Динамо-Берестя». Майстер спорту Білорусі міжнародного класу.
Виступав, зокрема, за клуби «Динамо» (Мінськ) та «Рубін», а також національну збірну Білорусі.

## Клубна кар'єра
Почав грати у футбол у рідному Кам'янці. Перший тренер — В. М. Кисляк. Пізніше навчався в мінському Республіканському училищі олімпійського резерву, в якому грав у 2002—2003 роках за місцеву команду РУОР (Мінськ) у Другій лізі.
У 2004 році перейшов до мінського «Динамо». Спочатку він грав за дубль, а з сезону 2006 року міцно закріпився в осеові. Пізніше він став капітаном «Динамо» і Включався БФФ до списку 22 найкращих футболістів чемпіонату Білорусі 2006 року.

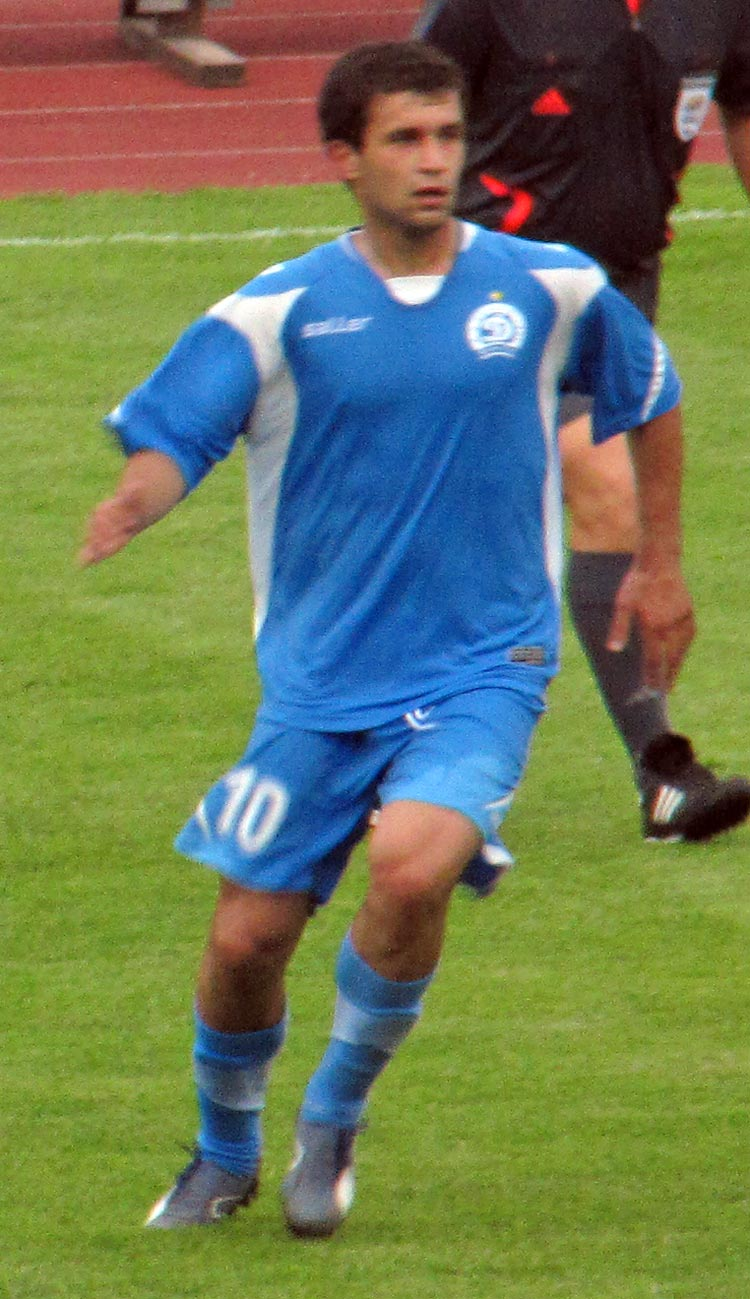
Сергій Кисляк під час виступів за «Динамо» (Мінськ). 2009 рік.

Влітку 2010 року він був на перегляді в російському «Рубіні». Через можливий перехід виник конфлікт із керівництвом «Динамо», яке хотіло отримати компенсацію за гравця. Як результат, Сергій разом із товаришем по команді Антоном Путилом ненадовго були відправлені в дубль, пропустивши кілька матчів «Динамо» в Лізі Європи.
У грудні 2010 року Кисляк офіційно став гравцем «Рубіна». У складі казанського клубу став широко використовуватися на позиції флангового захисника (до цього він грав лише півзахисника). За «Рубін» дебютував 23 лютого 2012 року в виїзному матчі 1/16 фіналу Ліги Європи 2011/12 проти пірейського «Олімпіакоса». 8 липня 2012 року був орендований іншим російським клубом «Краснодар» до кінця року. На початку 2013 року повернувся в казанський клуб, взявши участь за нього в Лізі Європи 2012/13 також зі стадії 1/16 фіналу, і 2013/14. Кисляк частіше грав у єврокубках, тоді як у чемпіонаті Росії він виходив на поле рідше через ліміт на легіонерів.
У червні 2016 року стало відомо, що після закінчення контракту «Рубін» не буде його продовжувати. 8 червня Сергій як вільний агент підписав дворічну угоду з турецьким «Ґазіантепспором», приєднавшись до свого земляка Антона Путила. Спочатку він не мав міцного місця в основі, але згодом став частіше залучатись до матчів. За підсумками сезону 2016/17 клуб втратив місце у Суперлізі, після чого Кисляк через фінансові проблеми клубу покинув команду і тренувався із мінським «Динамо», але ФІФА не дозволив заявити гравця мінчанам до відкриття зимового трансферного вікна.
1 лютого 2018 року підписав контракт на один рік з казахстанським клубом Прем'єр-ліги «Іртиш» з Павлодару, але вже в липні покинув команду за згодою сторін. Після відходу з «Іртиша» він планував продовжити кар'єру в російському клубі, але РФС йому заборонила заявляти нових гравців через борги. В результаті Кисляк деякий час він підтримував форму з мінським аматорським колективом «Трактор» і навіть виступав у чемпіонаті Мінська.
Нарешті, у вересні 2018 року він підписав 2,5-річний контракт з «Динамо-Берестя». У сезоні 2018 він чергував з виходи у стартовому складі із замінами, а в сезоні 2019 року закріпився у основі та допоміг команді стати чемпіоном Білорусі. Станом на 12 квітня 2020 року відіграв за брестських «динамівців» 41 матч в національному чемпіонаті.

## Виступи за збірні
Протягом 2005—2009 років залучався до складу молодіжної збірної Білорусі, з якою був учасником молодіжного чемпіонату Європи 2009 року у Швеції, де білоруси зайняли останнє місце у групі, а Кисляк забив обидва голи своєї збірної на турнірі — в ворота шведів і італійців. Всього на молодіжному рівні зіграв у 31 офіційному матчі, забив 5 голів.
14 листопада 2009 року дебютував в офіційних іграх у складі національної збірної Білорусі в товариському матчі зі збірною Саудівської Аравії в Даммамі (1:1). Свій перший м'яч за збірну забив 30 травня 2010 року в товариському матчі зі збірної Південної Кореї в австрійському Куфштайні (1:0).
3 вересня 2010 року в першому матчі відбіркового турніру до чемпіонату Європи 2012 року забив переможний гол у ворота збірної Франції в Сен-Дені, принісши білорусам сенсаційну перемогу 1:0. Надалі Кисляк відзначався в товариських матчах: 10 серпня 2011 року зі збірною Болгарії в Мінську (1:0) і 14 листопада 2012 року зі збірною Ізраїлю в Єрусалимі (2:1).

## Титули і досягнення

### Командні
- Володар Чемпіон Білорусі (2):

«Динамо» (Мінськ): 2004
«Динамо-Берестя»: 2019
- Володар Кубка Росії (1):

«Рубін»: 2011–12
- Володар Суперкубка Білорусі (2):

«Динамо-Берестя»: 2019, 2020

### Особисті
- У списку 22 найкращих гравців чемпіонату Білорусі: 2006, 2009, 2019